# Formacja (geologia)
Formacja – podstawowa formalna jednostka litostratygraficzna, wydzielana wyłącznie na podstawie cech litologicznych. 

## Znaczenie terminu

### Współczesna definicja
Formacja jest podstawowym wydzieleniem litostratygraficznym, co oznacza, że wszystkie inne jednostki (np. ogniwo, grupa) mogą być wyróżnione tylko pod warunkiem wcześniejszego ustanowienia formacji i muszą się do niej odnosić. Do formacji zalicza się zespół skał o podobnej litologii i bez większych niezgodności. Minimalna miąższość formacji nie jest określona, jednak formacja musi mieć miąższość umożliwiającą jej wykartowanie na mapie w skali 1 : 50 000. Do formalnego wydzielenia formacji konieczne jest podanie jej stratotypu (i ewentualnie hipostratotypów), zdefiniowanie granicy dolnej i górnej oraz opublikowanie w czasopiśmie naukowym. Nazwa formacji musi zawierać dwa człony: słowo „formacja” oraz człon geograficzny, związany zwykle z lokalizacją stratotypu lub obszaru wzorcowego. W nazwie może też być człon określający dominujący typ litologiczny skały.  

### Dawne użycie terminu
W starszej literaturze geologicznej używa się też terminu formacja w sensie nieformalnej jednostki litostratygraficznej, na określenie różnych pakietów skał; czasami wydzielenia takich formacji dokonywano np. na podstawie skamieniałości. 

## Przykłady formacji

### Z terenu Polski
- formacja piaskowców z Wiśniówki (kambr, Góry Świętokrzyskie)
- formacja skalska (dewon, Góry Świętokrzyskie)
- formacja gogolińska (trias, Wyżyna Śląsko-Krakowska)
- formacja górażdżańska (trias, Wyżyna Śląsko-Krakowska)

### Spoza terenu Polski
- formacja Morrison (jura, USA)
- formacja Horseshoe Canyon (kreda, Kanada)